# Puppy Love (film 1919)
Puppy Love è un film muto del 1919 diretto da Roy William Neill.

## Trama
La sedicenne Gloria O'Connell si innamora di James Oliver, il ragazzo della porta accanto. Ma i genitori li dividono: mentre Gloria va a vivere in una cittadina insieme a tre zie zitelle, James intraprende la carriera di giornalista. Uno dei suoi primi servizi sarà proprio quello dedicato alla vita della piccola città e alla sua numerosa popolazione di vecchie signorine. Hippo Harger, giovane ciccione, fa la corte a Gloria e James finisce per sfidarlo. Le zie, quando leggono l'articolo del ragazzo, indignate cacciano l'autore. Gloria, in un impeto di sdegno, decide di sposare Hippo. Viene fermata da James che la raggiunge davanti al giudice di pace. Ottenuta la benedizione dei genitori, i due giovani possono ora vivere la loro storia d'amore.

## Produzione
Il film fu prodotto dalla Famous Players-Lasky Corporation e dalla Selznick Pictures Corporation.

## Distribuzione
Il copyright del film, richiesto dalla Famous Players-Lasky Corp., fu registrato il 24 gennaio 1919 con il numero LP13338.
Distribuito dalla Famous Players-Lasky Corporation, uscì nelle sale cinematografiche statunitensi il 2 marzo 1919.